# 東京都立奥多摩湖畔公園 山のふるさと村

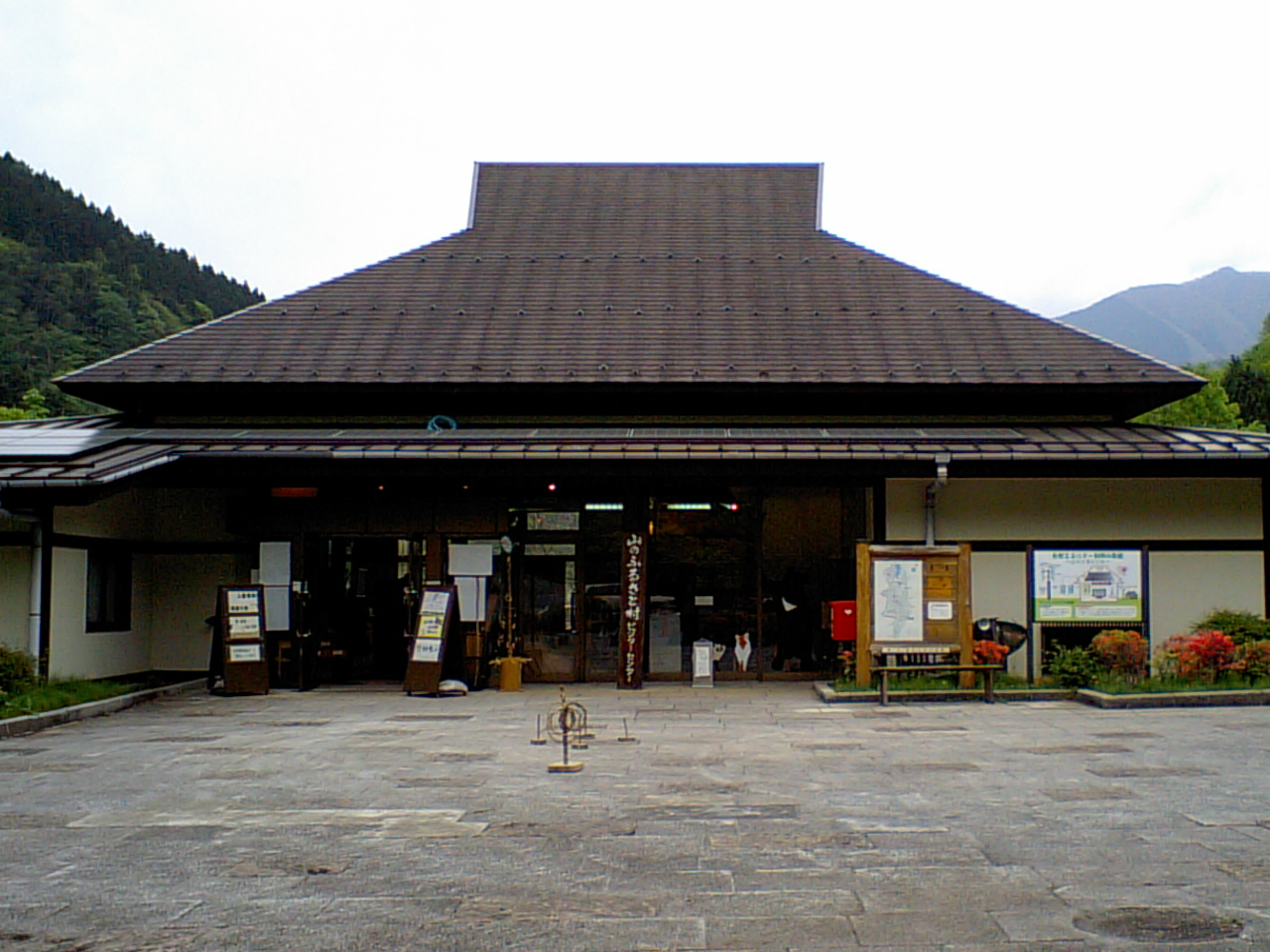
山のふるさと村ビジターセンター

東京都立奥多摩湖畔公園 山のふるさと村（とうきょうとりつおくたまこはんこうえん やまのふるさとむら）は、東京都西多摩郡奥多摩町にある東京都立の体験型自然公園。

## 住所
〒198-0225
東京都西多摩郡奥多摩町川野1740
（奥多摩湖にそそぎ込むサイグチ沢沿いにあり、奥多摩周遊道路が西側を通っている）

## アクセス
- 徒歩
  - JR青梅線奥多摩駅前から西東京バスに乗車「小河内神社前」下車、徒歩、約40分

（土・日・祝日は、最寄の西東京バス「大津久」バス停から送迎バスあり）
（奥多摩駅前からの送迎バスもあり）
- 自動車等
  - 奥多摩周遊道路「山のふるさと村」ゲート前、信号交差点が入口

## 面積
34ヘクタール(ha)

## 目的
都民の健全なレクリエーション需要にこたえる。
奥多摩の豊かな自然を紹介し、関心を深める。

## 沿革
1990年10月に自然ふれあい施設としてオープン。

## 指定管理者
奥多摩町

## 特徴
テントおよびログケビン泊のできるキャンプ宿泊施設を併設。

## 施設

### ビジターセンター
- インタープリターと呼ばれる専門職員が常駐し、自然情報や施設案内、周辺案内などを好きな時に聞くことができる。

館内には、園内や周辺の自然・人文を紹介した展示のほか、各種パンフレットなどもそろっている。
「自然体験プログラム」も随時実施。
毎月、数回、ビジターセンター主催でイベントを開催。

### キャンプ場
ログケビン（宿泊）
4人ケビン-12室6棟
8人ケビン-4棟
テントサイト（宿泊・デイキャンプ）-25区画
炊事棟-5ヵ所
レンタル-貸しテント（4～5名用）、寝袋 、毛布
ファイヤーサークル-2ヵ所
バーベキューサイト-10テーブル 
炊事棟-1ヵ所

### クラフトセンター
木工教室
石細工教室
陶芸教室
自然食教室（そば打ち体験）
森の工作舎
毎月、数回、クラフトセンター主催でイベントを開催。
◎ 毎月、数回、ビジターセンターとクラフトセンターが協力し、山のふるさと村主催でイベントを開催。

### レストラン
軽食・喫茶・ギャラリー「やませみ」

### ネイチャートレイル（散策路）
（730～3,000メートル）
ネイチャートレールⅠ
ネイチャートレールⅡ
ネイチャートレールⅢ
杣（ソマ）の小道
湖畔の小道
奥多摩湖いこいの路

### その他、施設
教室(研修室）
会議室（映写室）
駐車場（132台、うち大型バス5台）
水道
車椅子用スロープ
洋式トイレ
シャワー室
売店
湖畔広場
レストラン前広場
東屋（あずまや）
公衆電話

## 開園時間と休園日
- 開園9：00-17：00
- 年末年始（12月29日-1月3日）は休園